# Jean Monnet
Jean Omer Marie Gabriel Monnet, född 9 november 1888 i Cognac, nuvarande Nouvelle-Aquitaine, död 16 mars 1979 i Bazoches-sur-Guyonne, var en fransk affärsman och politiker som räknas till Europeiska unionens pionjärer.

## Biografi
Jean Monnet föddes i en släkt av konjaksgrossister. Han hoppade av sina universitetsstudier och flyttade till London när han var 16 år, och tillbringade därefter många år på resande fot. På grund av sin sviktande hälsa inkallades han inte till fronten under första världskriget. I stället sysslade han med organisatoriska spörsmål, som han fick erkännande för. Han fick därför en framstående position i Nationernas förbund (NF) när det grundades 1919. 1923 hade han tappat tron på NF, lämnade posten och ägnade sig åt affärer. Hans framgång i detta ledde till att han kunde bistå Polen och Rumänien ekonomiskt, och han grundade en bank i San Francisco, Bancamerica-Blair. Under några år på 1930-talet bodde han i Kina, inbjuden av Chiang Kai-shek, för att omorganisera landets järnväg.
Under andra världskriget lyckades Monnet övertala Charles de Gaulle och Winston Churchill att ingå en union för att slå ner nazismen. Han reste 1940 till USA där han blev rådgivare åt president Franklin D. Roosevelt, och bidrog till att förmå USA att deltaga i kriget på de allierades sida. Efter kriget sade den brittiske ekonomen John Maynard Keynes att Monnet troligen förkortat kriget med minst ett år genom sin organisering av krafterna.
1943 blev Monnet ledamot av den franska exilregeringen i Alger. 
Efter kriget var Frankrike i desperat behov att återuppbyggnad, men saknade erforderligt kol, som de dittills hade importerat från Tyskland. Monnet lade fram en plan, som uppkallades efter honom (Monnetplanen), som gick ut på att ta över kontrollen över de områden i Tyskland där det fanns kol, föra över kolindustrin till Frankrike, och därigenom försvaga Tyskland och stärka Frankrikes ekonomi. 
Frankrike fick gehör för att bryta ut det kolrika Saarlandet ur Tyskland, och gjorde det 1947 till ett protektorat (återbördat till Tyskland 1 januari 1957). Försöken att bryta loss Ruhrområdet mötte skarpare motstånd, främst från USA som oroade sig för att det skulle leda till ökat kommunistiskt inflytande i det återstående Tyskland. Dock lyckades Frankrike i samband med bildandet av Västtyskland 1949 driva igenom en partiell internationalisering av området, genom att det sattes under kontroll av The International Authority for the Ruhr (IAR). IAR:s roll och ansvarsområden togs 1952 över av Europeiska kol- och stålgemenskapen.
I samband med liberaliseringen, lade Monnet fram en global ekonomisk plan "för modernisering och ekonomisk utveckling". de Gaulle utsåg honom till utvecklingskommissionär, och som sådan revitaliserade han Frankrikes ekonomi. Han insåg att intressekonflikten mellan Frankrike och Tyskland om naturtillgångarna i Ruhrområdet syntes trappas upp till en fientlighet av samma styrka som vid krigsutbrotten, och han började därför spekulera omkring möjligheten av en europeisk union. Den 9 maj 1950 togs första steget till Europeiska kol- och stålgemenskapen, genom ett fördrag som Monnet hade utarbetat i samråd med Frankrikes utrikesminister Schuman och Tysklands förbundskansler Adenauer. Han blev dess första ordförande.
1953 tilldelades Monnet Karlspriset och 1976 blev han utnämnd till europeisk hedersmedborgare.